# Anthyllis
Anthyllis este un gen de plante din familia  Fabaceae.

## Specii
Cuprinde  circa 40 specii.